# Lasiococca comberi
Lasiococca comberi är en törelväxtart som beskrevs av Henry Haselfoot Haines. Lasiococca comberi ingår i släktet Lasiococca och familjen törelväxter. Inga underarter finns listade i Catalogue of Life.